# Scania-Vabis L10
Scania-Vabis L10/L40/L51 — серия среднетоннажных грузовых автомобилей, выпускавшихся шведским автопроизводителем Scania-Vabis в 1944 — 1959 годах.

## Scania-Vabis L10
Во время Второй мировой войны вся продукция Scania-Vabis шла на оснащение шведской армии и других государственных структур. В ожидании роста спроса на грузовые автомобили, компания разработала новое поколение машин для мирного времени. Первая послевоенная модель, L10, была представлена в 1944 году. Это также был и первый грузовик Scania-Vabis с левым рулём. На серии L10 устанавливался 4-цилиндровый вариант  представленного в конце 1930-х годов модульного двигателя, который также выпускался в 6- и 8-цилиндровом исполнении, работавший как на бензине, так и на дизельном топливе (в данном случае т.н. предкамерный двигатель). У грузовика существовала и полноприводная модификация, F10.
До войны Scania-Vabis импортировала часть комплектующих в Германии и Великобритании, но теперь они заменялись деталями шведского производства. Однако, не всегда этой замене сопутствовали соответствующие испытания, отчего у машин первых выпусков имелись проблемы с качеством, что стоило компании дополнительных расходов на гарантийный ремонт и репутационных потерь.

## Scania-Vabis L40
В конце 1949 года Scania-Vabis представила модификацию двигателя D422 с непосредственным впрыском топлива, который был разработан в сотрудничестве с британским производителем грузовиков Leyland Motors. Автомобили с новым 4-цилиндровым дизелем именовались L40, а конструктивно в остальном не отличались от бензиновой версии. В начале 1950-х годов было также выпущено небольшое количество полноприводных F40, не имевших, впрочем, особого коммерческого успеха. В 1951 году 4-ступенчатая коробка передач была заменена новой синхронизированной 5-ступенчатой. Из-за производимых двигателем на определённых оборотах вибраций, машина получила прозвище ”skakfyran”, "трясущаяся четвёрка".

## Scania-Vabis L51 Drabant
Весной 1953 года была представлена последняя модификация модульных двигателей Scania-Vabis с увеличенным рабочим объёмом. Грузовик с 4-цилиндровым двигателем грузоподъемностью от 5,5 до 6 тонн теперь назывался L51 Drabant. Это был также первый грузовой автомобиль компании, получивший собственное имя.

## Двигатели
| Модель      | Год     | Двигатель                 | Рабочий объём, см3 | Мощность, л.с. | Тип                                           |
| ----------- | ------- | ------------------------- | ------------------ | -------------- | --------------------------------------------- |
| F10         | 1944—49 | Scania-Vabis B402: I4 OHV | 5650               | 115            | бензиновый                                    |
| L10,F10     | 1944—49 | Scania-Vabis D402: I4 ohv | 5650               | 90             | предкамерный дизельный двигатель              |
| L40,F40     | 1949—53 | Scania-Vabis D422: I4 ohv | 5650               | 90             | Дизельный с непосредственным впрыском топлива |
| L51 Drabant | 1953—59 | Scania-Vabis D442: I4 ohv | 6232               | 100            | Дизельный с непосредственным впрыском топлива |

## Галерея

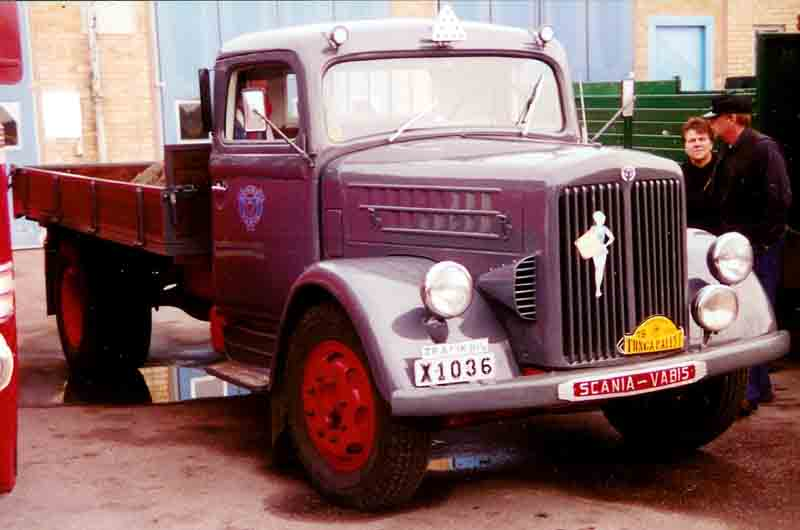
1946 Scania-Vabis L12
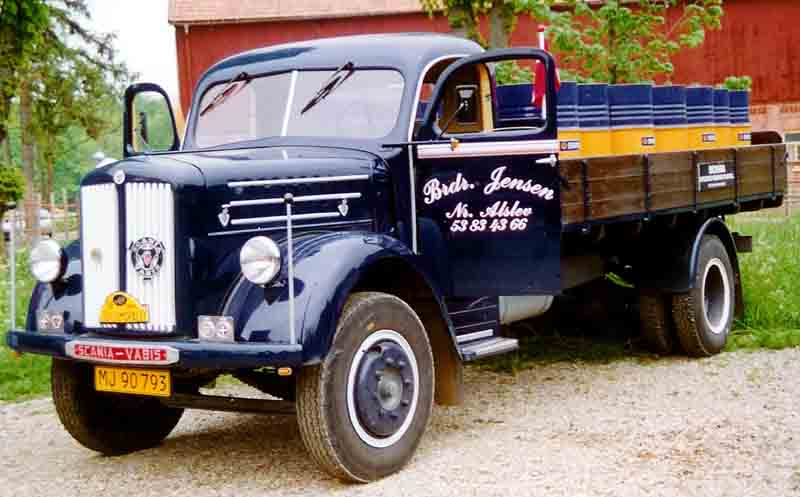
1949 Scania-Vabis L44
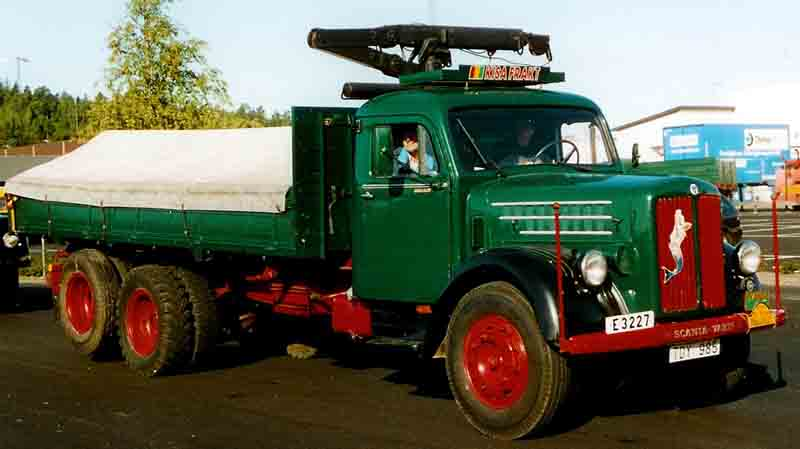
1954 Scania-Vabis L51

## В массовой культуре

### В кинематографе
Грузовик успел появиться в нескольких шведских лентах, в частности, в комедийном сериале «Банда Ольсена» (2-я серия, «Исправление Банды Ольсена», 1969 год)